# Anwachsung
Als Anwachsung wird der (dingliche) Vorgang bezeichnet, bei dem ein Gesamthänder aus einer Gesamthandgemeinschaft ausscheidet und dessen Anteil an der Gesamthandsgemeinschaft den verbleibenden Gesamthändern „anwächst“, d. h. diesen anteilig zufällt.
Die Anwachsung spielt in der Praxis vor allem im Erbrecht und im Gesellschaftsrecht bei den Personen(handels)gesellschaften eine Rolle, da sie Gesamthandsgemeinschaften sind: bei der GbR, der OHG und der KG. Beispiele für häufig vorkommende Fälle der Anwachsung sind
- im Erbrecht der Erwerb eines Teils der Erbmasse oder eines Vermächtnisgegenstandes durch einen Miterben oder Mitvermächtnisnehmer, der eintritt, weil einer der anderen Miterben oder Mitvermächtnisnehmer den ihm zugedachten Anteil nicht erwerben konnte (§ 2094, § 2158 BGB);
- im Gesellschaftsrecht der Übergang der Mitberechtigung eines ausscheidenden Gesellschafters am Gesellschaftsvermögen auf die übrigen Gesellschafter bei der Gesellschaft bürgerlichen Rechts nach § 712 Abs. 1 BGB, wenn der Gesellschaftsvertrag für den Fall des Ausscheidens die Fortsetzung der Gesellschaft unter den übrigen Gesellschaftern vorsieht. Der ausscheidende Gesamthänder erhält zum Ausgleich einen schuldrechtlichen Anspruch gegen die verbleibenden Gesamthänder auf Abfindung. Gibt es bisher nur zwei Gesellschafter, so führt die Anwachsung durch Ausscheiden des ersten Gesellschafters zwingend zur Beendigung der Gesellschaft bürgerlichen Rechts, die eine Mindestzahl von zwei Gesellschaftern erfordert.

Die mit der Anwachsung einhergehende Gesamtrechtsnachfolge wird im Gesellschaftsrecht, insbesondere bei der „GmbH & Co KG“ häufig für Umwandlungen kraft Gesetzes, also außerhalb des Umwandlungsgesetzes, genutzt (sogenanntes Anwachsungsmodell). Das kann insbesondere auf die Weise erfolgen, dass eine GmbH als Komplementär keine wirtschaftlichen Anteile an der Gesellschaft hält oder solche nicht mehr hält (also im Wesentlichen eine Geschäftsführungs- und Haftungsfunktion hatte) und sodann aus der Gesellschaft austritt, womit diese beendigt wird und das Geschäft dem Kommanditisten zufällt, der sozusagen in einem gedanklichen Zwischenschritt als einzigem Gesellschafter verbleiben war, was indes unmittelbar mit der Beendigung der Gesellschaft verbunden ist. Bei der Anwachsung werden Buchwerte grundsätzlich übernommen, es können u. a. Verlustvorträge verloren gehen.